# Echinocactus grusonii
Echinocactus grusonii – gatunek rośliny z rodziny kaktusowatych. Roślina ma wiele nazw potocznych, np. "złota beczka", "poduszka teściowej" lub "fotel teściowej". Występuje głównie w Meksyku (San Luis Potosí, Zacatecas, Querétaro).

## Morfologia
Jest to duży sukulent o kulistym kształcie, osiągający metr wysokości i 40-80 centymetrów średnicy. Jest jasnozielony, ma 20-35 ostro zaznaczonych żeber ze stosunkowo niewielkimi areolami pokrytymi filcem. Wyrastają z nich długie (3-5 centymetrów) ciernie o złocistożółtej barwie. Zwykle roślina ma od 8 do 10 cierni bocznych i 3 do 5 środkowych. W lecie pojawiają się dzienne kwiaty, jaskrawożółte długości 4 do 6 cm. Kwitnie w starszym wieku.

## Uprawa
Wymaga silnego nasłonecznienia i minimum 10 °C.

## Galeria

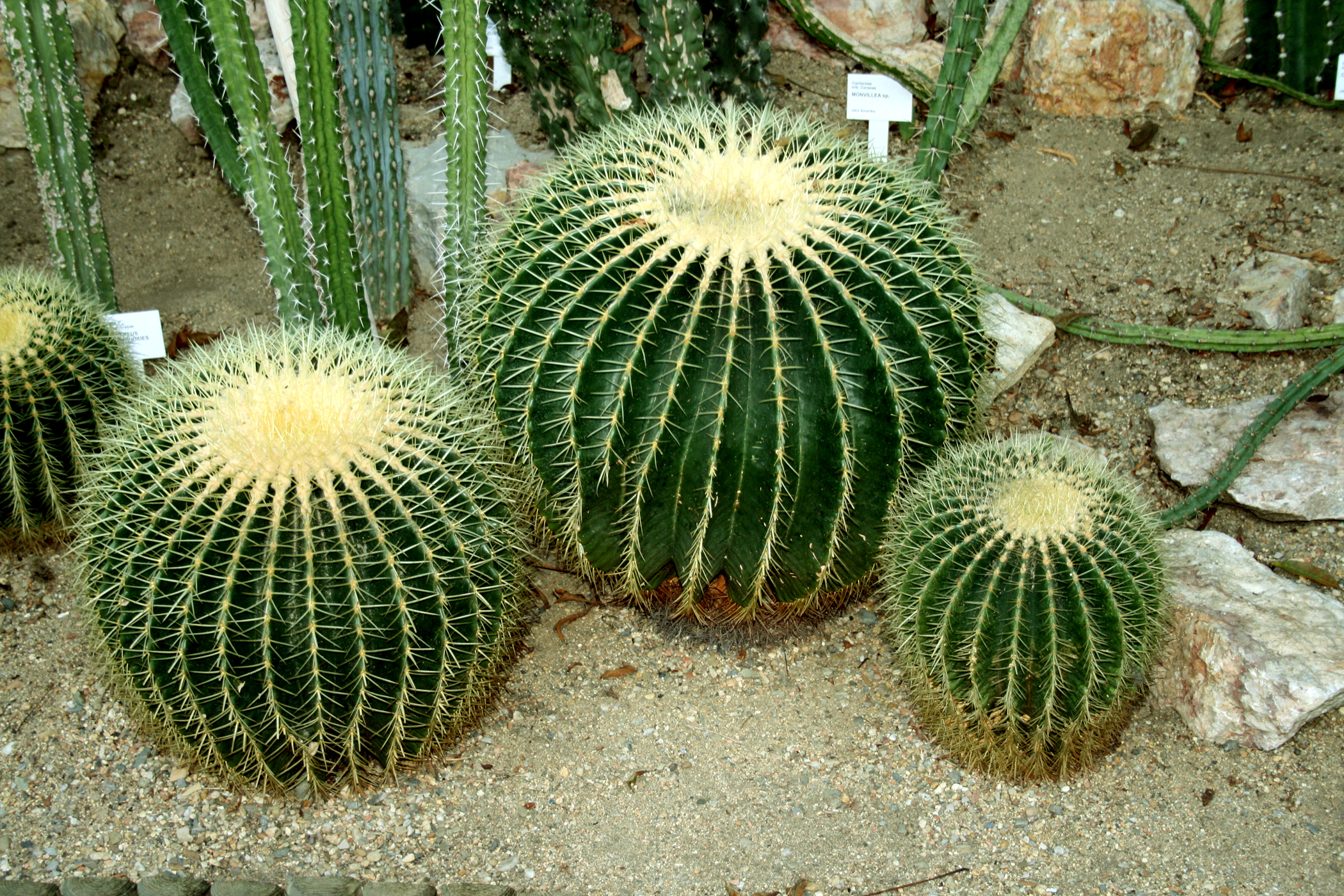
Pokrój
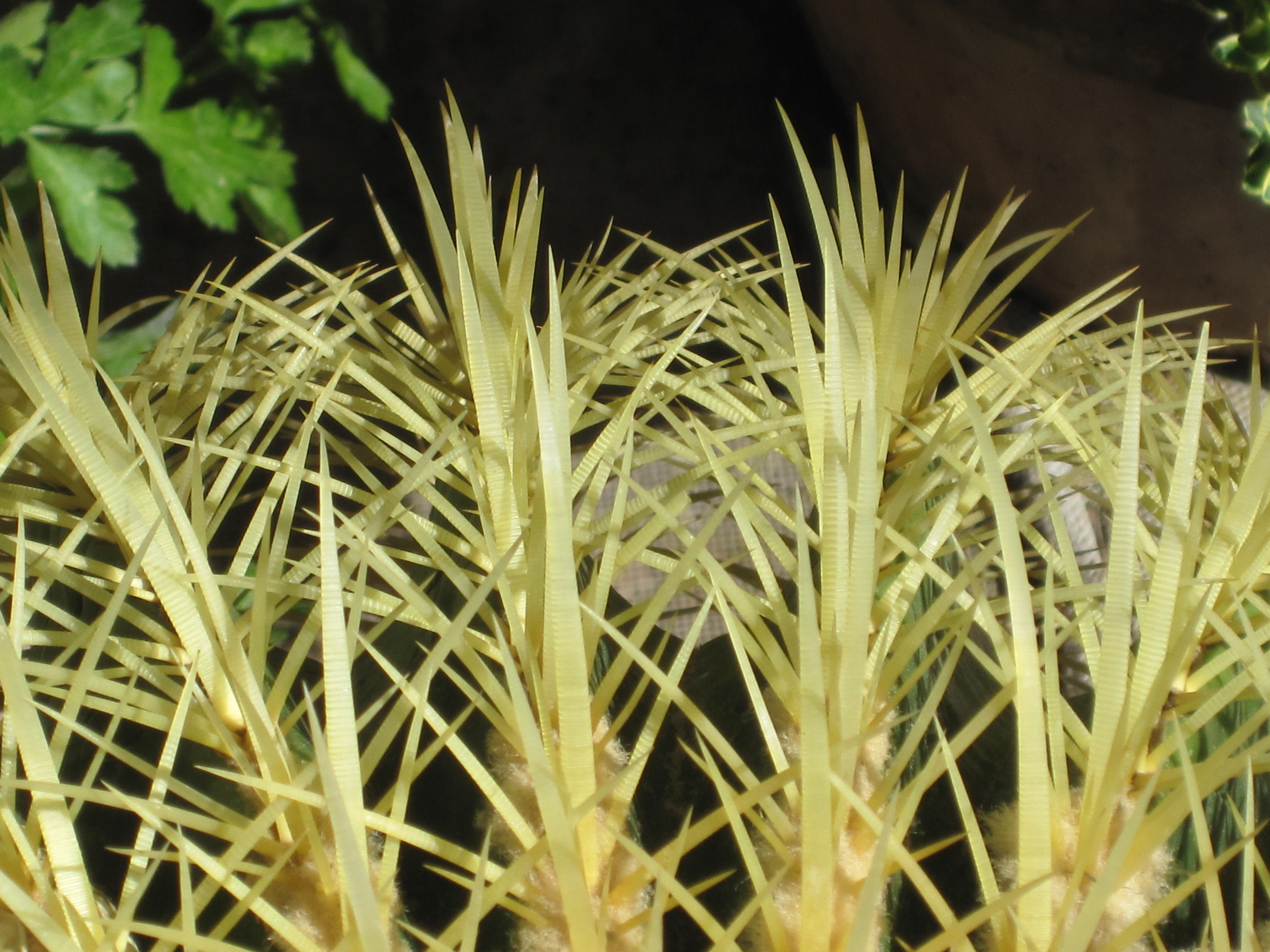
Ciernie
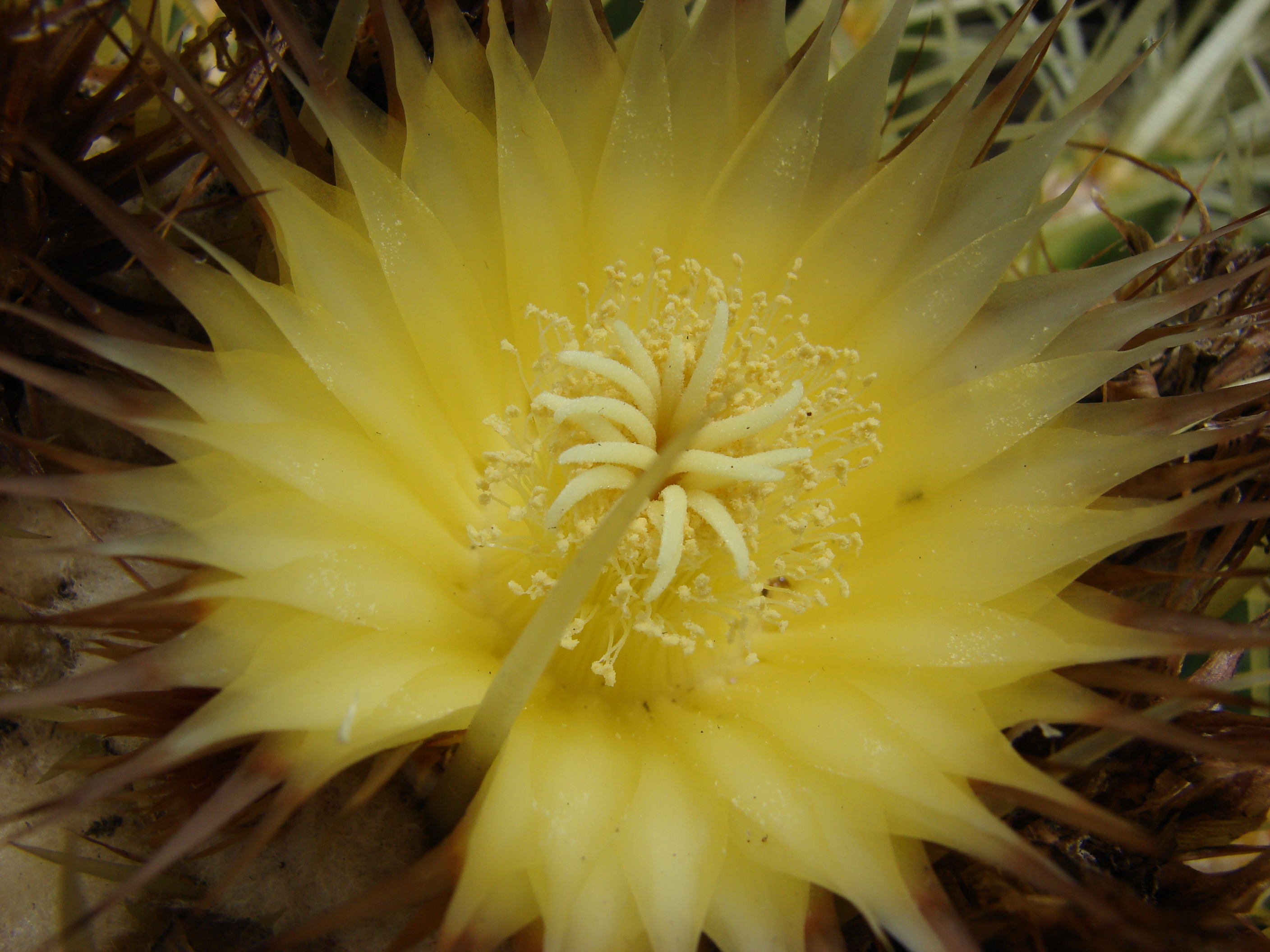
Kwiat
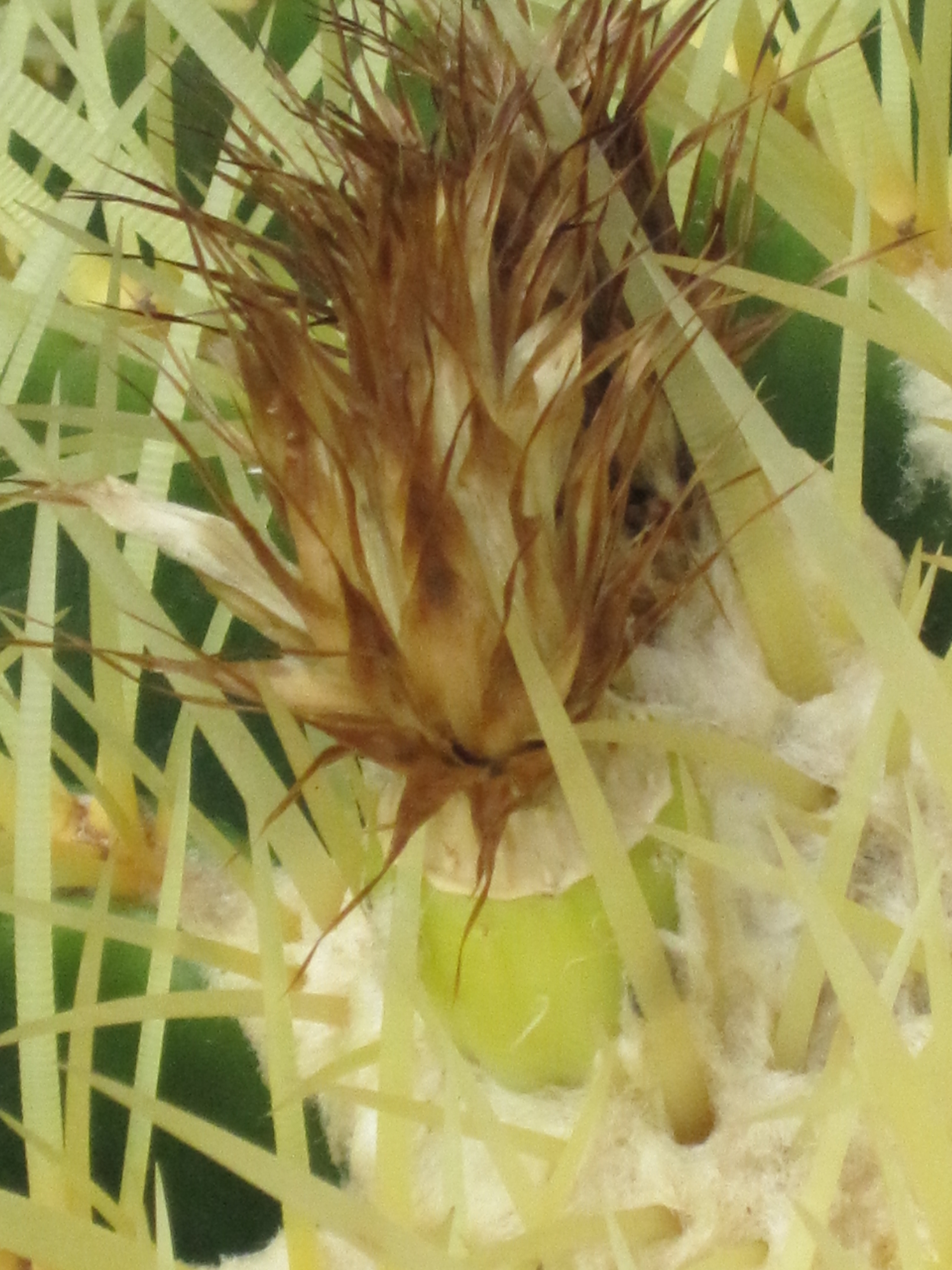
Owoc
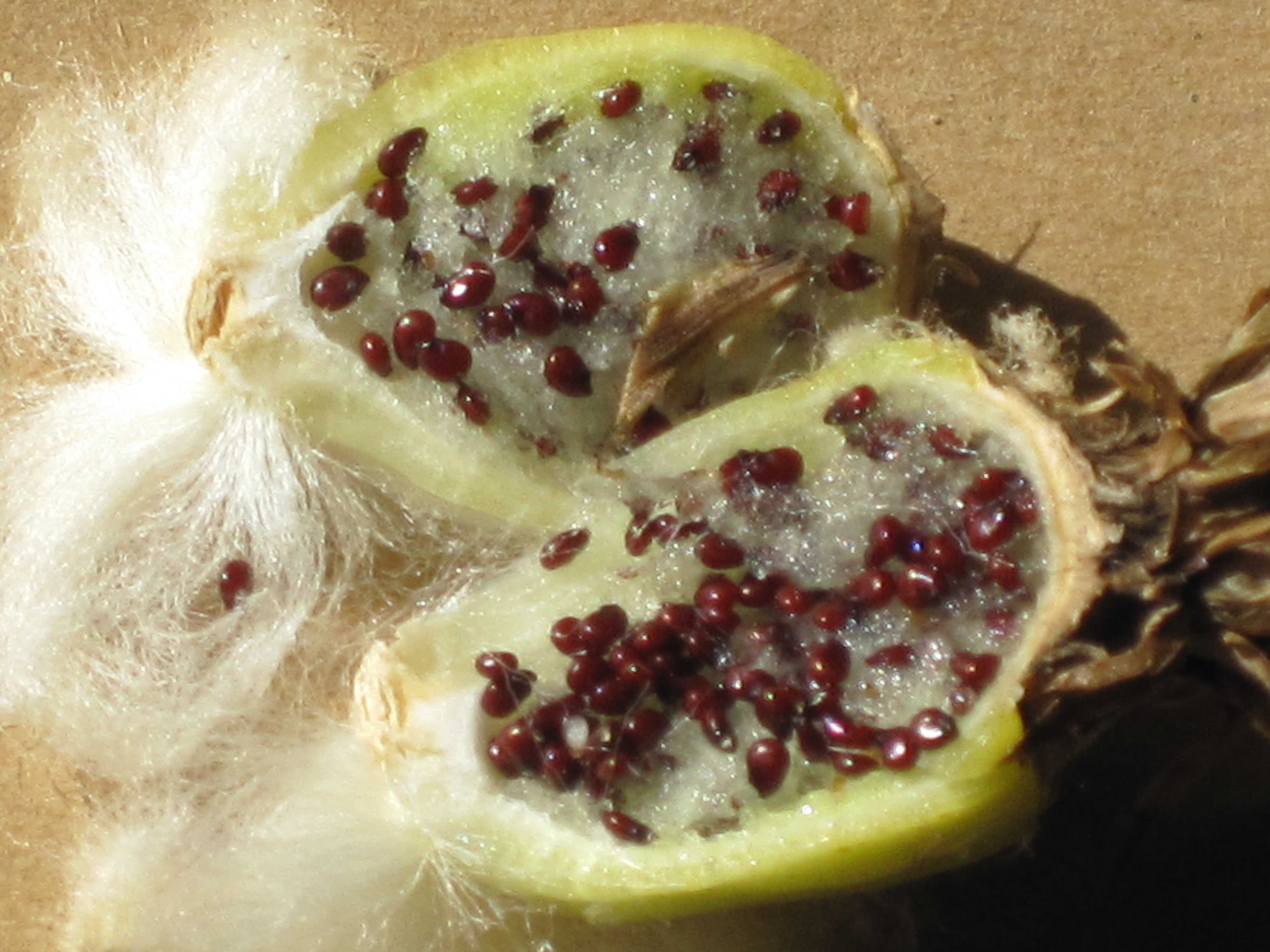
Nasiona